# Harald Andersen
Harald Andersen (25. februar 1917 i Kellerød, Tystrup Sogn – 29. januar 2005) var en dansk arkæolog, som grundlagde tidsskriftet Skalk.
Da Andersen var 11-12 år, begyndte han sammen med sin bror Alfred at grave i en langdysse ved familiens gård nær Tystrup Bavelse sø, den længste dysse øst for Storebælt.  (Dengang kunne amatørarkæologer frit grave.) Så i årenes løb gravede han her og der i oldtidshøjen, og fandt sammen med sin bror og en kammerat et skelet af en trepaneret stenaldermand.  Nationalmuseet blev tilkaldt og undersøgte langdyssen, og den 16-årige Andersen kom dermed i museets annaler. 
Harald Andersen tog studentereksamen fra Akademisk Kursus i København og blev i 1941 knyttet til Nationalmuseet. Samtidig begyndte han arkæologiske studier hos Johannes Brøndsted, som netop var blevet professor i forhistorisk arkæologi ved Københavns Universitet. Andersen tog dog aldrig embedseksamen, men blev flittigt brugt ved flere udgravninger. I sin afhandling Tomme høje fra 1951 tolkede han med udgangspunkt i Jellings sydhøj og Slots Bjergbyhøjene en række gravtomme storhøje i Danmark, Sverige og Norge. 
I 1950 blev Harald Andersen af sin mentor P.V. Glob hentet til Forhistorisk Museum i Århus – der senere flyttede til herregården Moesgård og i dag hedder Moesgård Museum – hvor han skulle være museumsinspektør. I tiden her gennemførte han bl.a. de første udgravninger i Illerup Ådal,
Danmarks største med omkring 15.000 genstande,[kilde mangler] hvor kronprinsesse Margrethe deltog. P.V. Glob banede vej for store arkæologiske ekspeditioner til Bahrain, Pakistan, Nepal og Indien, som Andersen også deltog i.
I 1957 begyndte Andersen fra lokalerne på Forhistorisk Museum for Jysk Arkæologisk Selskab udgivelsen af tidsskriftet Skalk, der hurtigt opnåede store oplagstal. Da Skalk i 1966 gik fra 36.000 abonnenter til 48.000 (en stigning på 33%), forlod Harald Andersen Forhistorisk Museum og fik en lønnet fuldtidsstilling som redaktør på tidsskriftet, der samtidig blev løsrevet fra Jysk Arkæologisk Selskab og i stedet udgivet af Wormianum, en selvejende institution, stiftet af Skalk selv.
Da Forhistorisk Museum flyttede til Moesgård, byggede Wormianum eget hus i Højbjerg, hvor Harald Andersen indrettede en lejlighed til sig selv på første sal. I 1978 blev der også indrettet et dendrokronologisk laboratorium i huset.
Frem til 1997  var Harald Andersen redaktør for Skalk, og blev boende i lejligheden i Højbjerg.

## Udmærkelser
- 1976 Worsaae-medaljen (som er Jysk arkæologisk selskabs guldmedalje)
- 1982 Den Hielmstierne-Rosencroneske Stiftelses medalje
- 1988 Kulturministeriets Populærvidenskabelige Pris
- 1997 Hædersmedalje af Dronning Margrethe II's Arkæologiske Fond. [6]